# Casota de Freáns
La Casota de Freáns (également appelée Casota dos Mouros ou Casota de Berdoias) est un dolmen situé dans la paroisse de Berdoias de la commune de Vimianzo, dans la province de La Corogne, en Galice, en Espagne.

## Historique
Pendant des années, ce petit édifice a servi de refuge aux bergers de Berdoias.
Il a été déclaré Bien d'intérêt culturel en 2011, sous la cote GA15092003.

## Description
Le dolmen dispose d'un chemin d'accès. Il n'est pas couvert de végétation ni affecté par des travaux de construction. Son état de conservation est bon.
Le dolmen ne présente pas la structure typique du Néolithique (avec un couloir et un tumulus). Il s'inscrit parmi les constructions tardives du mégalithisme galicien, qui précèdent les cistes de l'Âge du bronze. Il présente un plan rectangulaire formé de trois orthostates et d'une dalle de couverture. Ses dimensions sont de 1,60 m de large dans le fond, 1,48 m à l'entrée, avec une longueur de 2,70 m, et une dalle de couverture de 2,40 × 3,50 m. 
La face intérieure des orthostates porte plusieurs inscriptions : fossettes et croix, probablement apposées pour christianiser un lieu païen.

## Folklore
La légende raconte que ces pierres étaient portées par une femme (ou la Vierge) sur sa tête alors qu'elle tournait sur un rocher.

## Galerie

Casota de Freáns
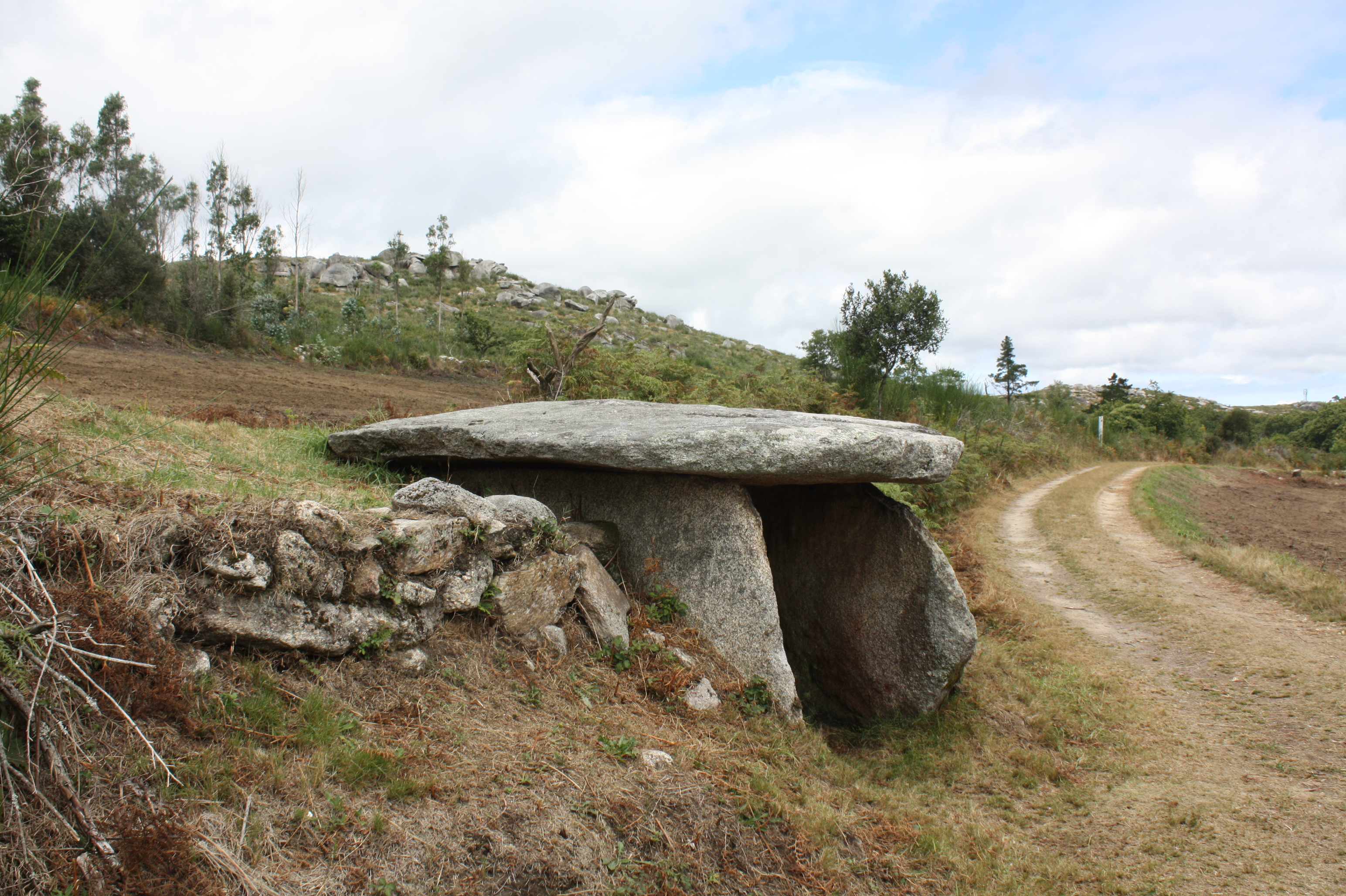
Le dolmen en bord de chemin
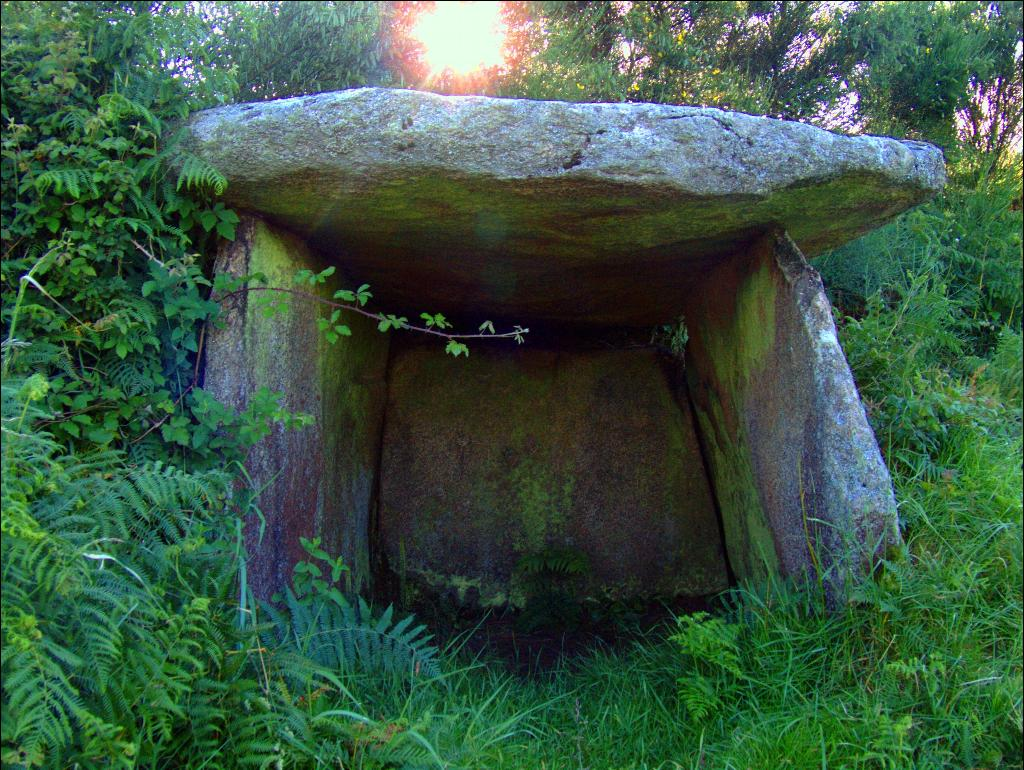
Vue du dolmen de face